# Miyako-Inseln
Die Miyako-Inseln (japanisch 宮古列島 Miyako-rettō, deutsch ‚Miyako-Inselkette‘, auch: 宮古諸島 Miyako-shotō, deutsch ‚Miyako-Inselgruppe‘) sind eine Inselgruppe der japanischen Präfektur Okinawa.

## Geografie
Die Miyako-Inseln liegen 240 km südwestlich der Hauptinsel Okinawa Hontō der Präfektur Okinawa und 34 km nordöstlich der Insel Ishigaki-jima der Yaeyama-Inseln. Mit letzterer Inselgruppe bilden die Miyako-Inseln zusammen die Sakishima-Inseln.

### Inseln
Die Inselgruppe besteht aus folgenden 12 Inseln mit einer Fläche von mindestens einem Hektar, wobei die größten 8 bewohnt sind:
| Name                                        | japanisch          | Fläche [km²] | Höhe [m] | Gemeinde   | Koordinaten                   |
| ------------------------------------------- | ------------------ | ------------ | -------- | ---------- | ----------------------------- |
| Miyako-jima                                 | 宮古島             | 159,26       | 114,8    | Miyakojima | 24° 47′ N, 125° 19′ O         |
| Irabu-jima                                  | 伊良部島           | 29,08        | 89,0     | Miyakojima | 24° 50′ 10″ N, 125° 11′ 20″ O |
| Tarama-shima                                | 多良間島           | 19,75        | 34,2     | Tarama     | 24° 39′ 26″ N, 124° 41′ 58″ O |
| Shimoji-jima                                | 下地島             | 9,54         | 21,6     | Miyakojima | 24° 49′ 10″ N, 125° 9′ 15″ O  |
| Kurima-jima                                 | 来間島             | 2,84         | 47,3     | Miyakojima | 24° 43′ 17″ N, 125° 14′ 51″ O |
| Ikema-jima                                  | 池間島             | 2,83         | 28,0     | Miyakojima | 24° 55′ 50″ N, 125° 14′ 38″ O |
| Minna-shima                                 | 水納島             | 2,15         | 13,2     | Tarama     | 24° 45′ 11″ N, 124° 41′ 48″ O |
| Ōgami-jima                                  | 大神島             | 0,24         | 74,4     | Miyakojima | 24° 54′ 59″ N, 125° 18′ 28″ O |
| Suidō-kojima                                | 水道小島           | 0,05         |          | Miyakojima | Koordinaten fehlen! Hilf mit. |
| Insel (nördlich der Yonaha-Bucht)           | シマ(与那覇湾北)   | 0,01         |          | Miyakojima | 24° 47′ N, 125° 16′ O         |
| Insel (in der Yonaha-Bucht)                 | シマ(与那覇湾奥)   | 0,01         |          | Miyakojima | 24° 46′ N, 125° 16′ O         |
| Insel (nördlich der Irabu-Wasserstraße)     | シマ(伊良部水道北) | 0,01         |          | Miyakojima | Koordinaten fehlen! Hilf mit. |
| Karte mit allen Koordinaten: OSM \| WikiMap |                    |              |          |            |                               |

Die gesamte Landfläche aller Inseln ist 256 km².

### Verwaltungsgliederung
Tarama-jima und Minna-jima bilden mit 1096 Einwohnern (Stand: 1. März 2021) auf 22 km² und damit einer Dichte von 50 Personen/km² den Landkreis Miyako mit dem Dorf Tarama als einzige Ortschaft.
Alle anderen Inseln der Gruppe bilden seit der Zusammenfassung vom Oktober 2005 die Stadt Miyakojima. Sie zählt 52.390 Einwohner (Stand: 1. März 2021) auf 205 km² Landfläche und hat damit eine Einwohnerdichte von 256 Personen/km².
Die Gesamteinwohnerzahl beträgt damit 53.486 Einwohner mit einer Einwohnerdichte von 209 Personen/km².

## Fauna
BirdLife International weist die Inselgruppe als Important Bird Area aus. Zu den vorkommenden Vogelarten zählen der Regenbrachvogel (Numenius phaeopus) und die Riukiu-Grüntaube (Treron permagnus).

## Kultur
Die Miyako-Sprache, bzw. -Dialekt der Inselgruppe gehört den Ryūkyū-Sprachen an. Unterschieden wird zwischen den Dialektgruppen Irabu und Miyako und ähnelt am ehesten der Yaeyama-Sprache, bzw. -Dialekt. Eine Besonderheit innerhalb der japanischen Sprachfamilie stellen Konsonanten an Silbenenden dar.

## Wirtschaft und Tourismus
Angebaut wird vornehmlich Zuckerrohr, der Fischfang bringt vor allem Katsuo (Echter Bonito) an Land.
Vor allem Miyako-jima ist ein beliebtes Ferienziel; von Ikema-jima aus werden Tauchfahrten zum Korallenriff Yabuji (auch Yabushi oder Yaebushi) angeboten. Das Korallenriff misst 15 km in Nordsüd-Richtung und 10 km in Ostwest-Richtung.

## Verkehr
Flugplätze gibt es auf Miyako-jima, Tarama-shima und Shimoji-jima. Letzterer bietet allerdings keinen Linienverkehr mehr an.
Regelmäßige Fährverbindungen bestehen von Hirara auf Miyako-jima nach Irabu-jima, Tarama-shima, Ishigaki-jima und Naha.